# Lekkoatletyka na Letnich Igrzyskach Olimpijskich 1936 – rzut młotem mężczyzn

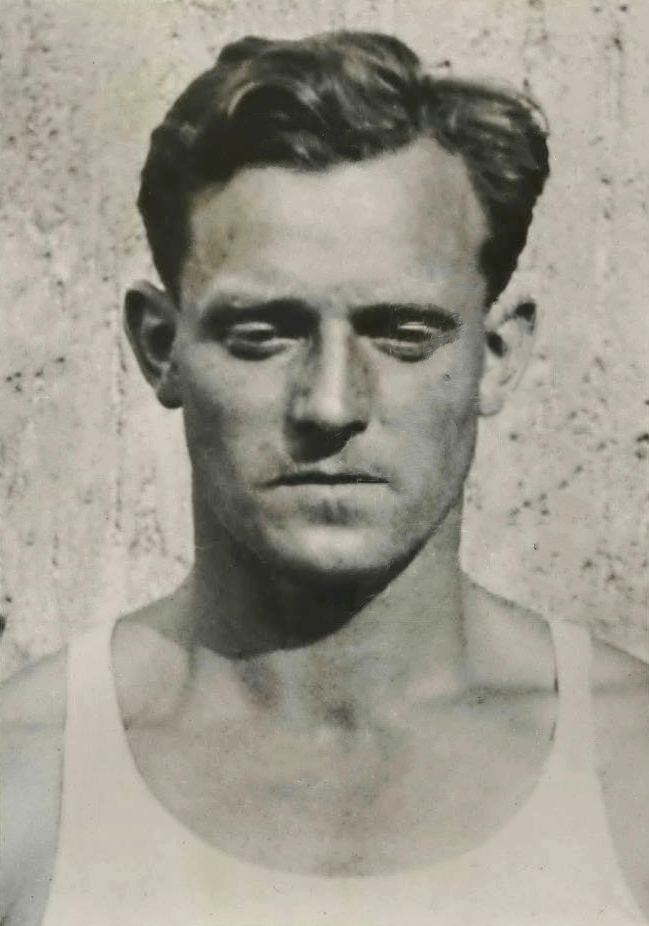
Karl Hein

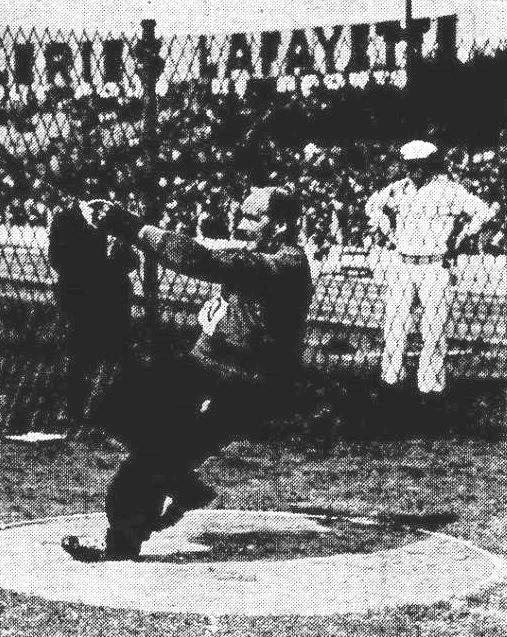
Erwin Blask

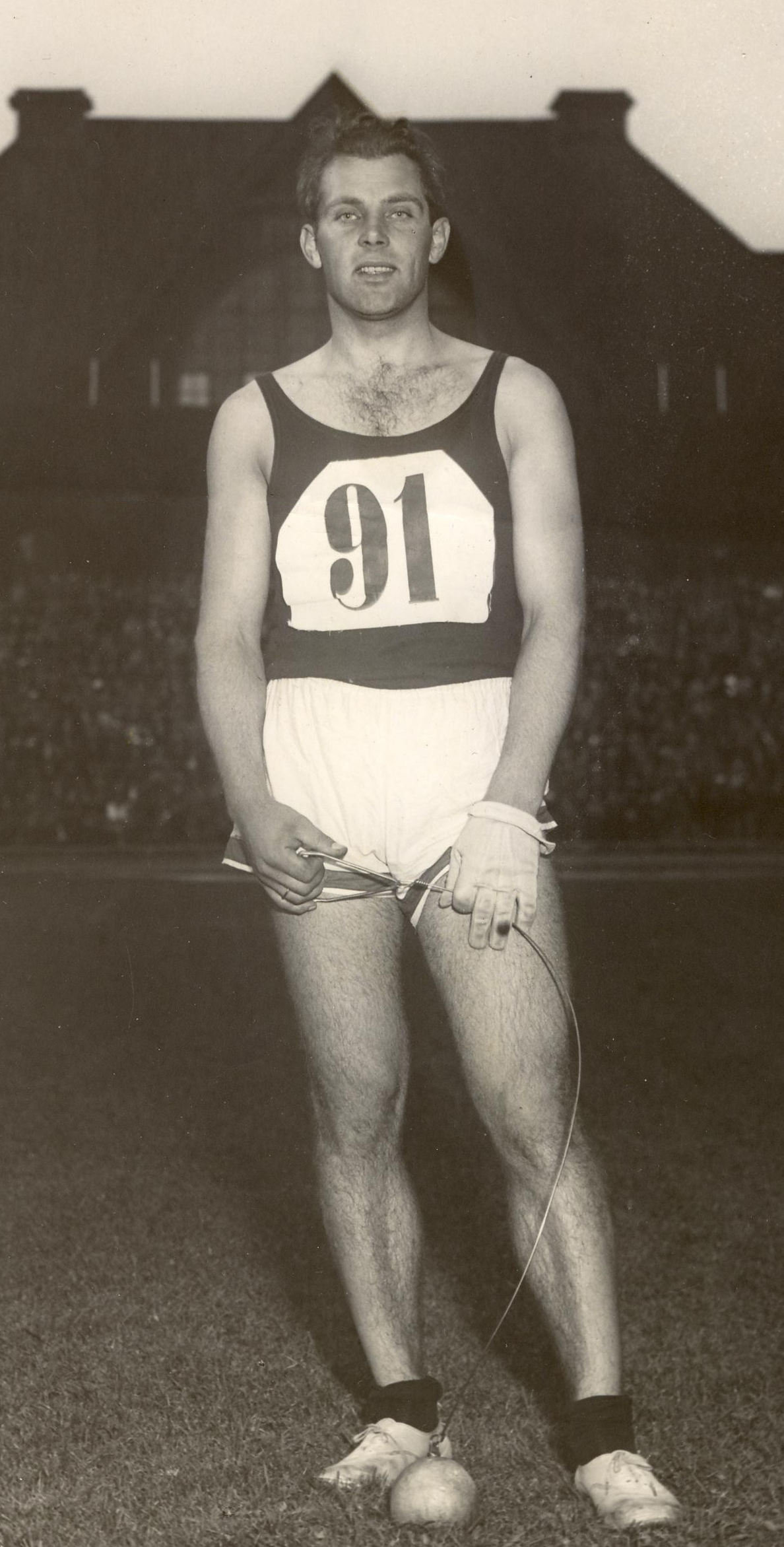
Fred Warngård

Rzut młotem mężczyzn był jedną z konkurencji rozgrywanych podczas XI Letnich Igrzysk Olimpijskich. Został rozegrany 3 sierpnia 1936 roku na Stadionie Olimpijskim w Berlinie. Wystartowało 27 zawodników z 16 krajów.

## Rekordy
|                   | Zawodnik     | Wynik | Miejsce   | Data                  |
| ----------------- | ------------ | ----- | --------- | --------------------- |
| Rekord świata     | Patrick Ryan | 57,77 | Nowy Jork | 17 sierpnia 1913(dts) |
| Rekord olimpijski | Matt McGrath | 54,74 | Sztokholm | 14 lipca 1912(dts)    |

## Terminarz
| Data            |              | Godzina |
| --------------- | ------------ | ------- |
| 3 sierpnia 1936 | Kwalifikacje | 9:00    |
| 3 sierpnia 1936 | Finał        | 15:00   |

## Wyniki

### Kwalifikacje
Minimum kwalifikacyjne do finału wynosiło 46,00 m. Indywidualne wyniki zawodników nie są znane.
| Pozycja             | Zawodnik              | Państwo | Wynik | Uwagi |
| ------------------- | --------------------- | ------- | ----- | ----- |
|                     | Isao Abe              | Japonia |       | Q     |
| Koit Annamaa        | Estonia               |         |       | Q     |
| Anton Barticevic    | Chile                 |         |       | Q     |
| Erwin Blask         | III Rzesza            |         |       | Q     |
| Giovanni Cantagalli | Włochy                |         |       | Q     |
| Henry Dreyer        | Stany Zjednoczone     |         |       | Q     |
| Donald Favor        | Stany Zjednoczone     |         |       | Q     |
| Bernhard Greulich   | III Rzesza            |         |       | Q     |
| Karl Hein           | III Rzesza            |         |       | Q     |
| Sulo Heino          | Finlandia             |         |       | Q     |
| Gunnar Jansson      | Szwecja               |         |       | Q     |
| Gustaf Koutonen     | Finlandia             |         |       | Q     |
| Evert Linné         | Szwecja               |         |       | Q     |
| Ville Pörhölä       | Finlandia             |         |       | Q     |
| William Rowe        | Stany Zjednoczone     |         |       | Q     |
| Fred Warngård       | Szwecja               |         |       | Q     |
| Joseph Wirtz        | Francja               |         |       | Q     |
|                     | Christos Dimitropulos | Grecja  |       |       |
| Norman Drake        | Wielka Brytania       |         |       |       |
| Jaroslav Eliáš      | Czechosłowacja        |         |       |       |
| Pedro Goić          | Jugosławia            |         |       |       |
| Hans Houtzager      | Holandia              |         |       |       |
| Emil Janausch       | Austria               |         |       |       |
| Jaroslav Knotek     | Czechosłowacja        |         |       |       |
| Eiichiro Matsuno    | Japonia               |         |       |       |
| Assis Naban         | Brazylia              |         |       |       |
| Milan Stepišnik     | Jugosławia            |         |       |       |

### Finał
| Poz. | Zawodnik            | Reprezentacja     | Próby | Próby | Próby | Próby | Próby | Próby | Wynik | Uwagi |
| Poz. | Zawodnik            | Reprezentacja     | 1     | 2     | 3     | 4     | 5     | 6     | Wynik | Uwagi |
| ---- | ------------------- | ----------------- | ----- | ----- | ----- | ----- | ----- | ----- | ----- | ----- |
| 1.   | Karl Hein           | III Rzesza        | 52,13 | 52,44 | x     | 54,70 | 54,85 | 56,49 | 56,49 | [ 3 ] |
| 2.   | Erwin Blask         | III Rzesza        | 52,55 | 55,04 | x     | 54,10 | 54,48 | x     | 55,04 |       |
| 3.   | Fred Warngård       | Szwecja           | 52,05 | 52,98 | 54,03 | 54,83 | 53,30 | 50,61 | 54,83 | [ 4 ] |
| 4.   | Gustaf Koutonen     | Finlandia         | x     | 50,01 | 51,90 | 49,11 | 49,91 | x     | 51,90 |       |
| 5.   | William Rowe        | Stany Zjednoczone | 51,53 | 51,04 | 49,29 | 50,32 | 51,66 | x     | 51,66 |       |
| 6.   | Donald Favor        | Stany Zjednoczone | 50,78 | 50,02 | 51,01 | 48,48 | 50,33 | 47,71 | 51,01 |       |
| 7.   | Bernhard Greulich   | III Rzesza        | 50,19 | x     | 50,61 | –     | –     | –     | 50,61 |       |
| 8.   | Koit Annamaa        | Estonia           | 48,77 | 49,54 | 50,46 | –     | –     | –     | 50,46 |       |
| 9.   | Henry Dreyer        | Stany Zjednoczone | 49,81 | x     | 50,42 | –     | –     | –     | 50,42 |       |
| 10.  | Sulo Heino          | Finlandia         | 49,93 | 47,15 | 48,30 | –     | –     | –     | 49,93 |       |
| 11.  | Ville Pörhölä       | Finlandia         | 45,35 | x     | 49,89 | –     | –     | –     | 49,89 |       |
| 12.  | Gunnar Jansson      | Szwecja           | 49,21 | 48,49 | 49,28 | –     | –     | –     | 49,28 |       |
| 13.  | Isao Abe            | Japonia           | 47,40 | 41,83 | 49,01 | –     | –     | –     | 49,01 |       |
| 14.  | Evert Linné         | Szwecja           | x     | 47,25 | 47,61 | –     | –     | –     | 47,61 |       |
| 15.  | Giovanni Cantagalli | Włochy            | 45,21 | 47,42 | 45,08 | –     | –     | –     | 47,42 |       |
| 16.  | Joseph Wirtz        | Francja           | x     | 44,82 | 45,69 | –     | –     | –     | 45,69 |       |
| 17.  | Anton Barticevic    | Chile             | x     | 43,02 | 45,23 | –     | –     | –     | 45,23 |       |